# Iraqi Airways
Iraqi Airways (en árabe: الخطوط الجوية العراقية; también conocido como Air Iraq) es la aerolínea nacional de Irak, con sede en Bagdad y es una de las líneas aéreas más antiguas del Medio Oriente. Realiza vuelos a nivel nacional e internacional, y su base principal es el Aeropuerto Internacional de Bagdad.

## Historia
Iraqi Airways fue fundada en 1945 e inició sus operaciones el 29 de enero de 1946 utilizando aviones Dragon Rapide y Vickers VC.1 Viking. Para 1955 los Viscounts operaban en todos los vuelos de Iraqi Airways. En los años 60 Iraqi Airways compró aviones rusos Tupolev Tu-124 así como también aviones Hawker Siddeley Trident. Estos jets permitieron que Iraqi Airways incrementara sus vuelos al Medio Oriente, África y Europa. Durante aquel tiempo también se adquirieron aviones de carga, como los Ilyushin Il-76.
Durante los años 70, Iraqi Airways necesitó un avión más grande con tal de crear una ruta al Aeropuerto Internacional John F. Kennedy en Nueva York, y para ello adquirió un Boeing 707 y, poco después, un Boeing 747.

### Decadencia
La guerra Irán-Irak no afectó en mucho las actividades de la aerolínea. Desde la invasión de Irak a Kuwait en 1990, Iraqi Airways fue afectado por las sanciones de las Naciones Unidas contra el país. Iraqi Airways tenía 17 jets, y todos ellos fueron trasladados a localizaciones secretas, principalmente en Jordania. Algunos fueron estacionados en el Aeropuerto Internacional Reina Alia y aún permanecen allí.
Se intentó reiniciar los servicios dentro de Irak en mayo de 1991 y el permiso fue otorgado por la ONU para la operación de helicópteros en servicios nacionales limitados. Los vuelos en avión estaban prohibidos bajo los términos de cese al fuego, aunque el Consejo de Seguridad de la ONU accedió a reanudar los vuelos internos. Estos se reiniciaron en enero de 1992 con un vuelo desde Bagdad hasta Basora usando una nave Antonov An-24. Las operaciones fueron suspendidas poco después debido a una exigencia de la ONU.
Sin embargo, los vuelos de cabotaje también se convirtieron en una rareza, debido a la imposición de una "zona sin vuelos" por parte de los Estados Unidos y el Reino Unido sobre los cielos iraquíes. En ocasiones, Iraqi Airways también podía trasladar peregrinos a diversas ciudades religiosas musulmanas durante los años 90.

### Resurgimiento
Luego de la Invasión de Irak de 2003, el 30 de mayo de ese mismo año Iraqi Airways anunció planes de reanudar los vuelos internacionales. Los derechos del nombre Iraqi Airways fueron transferidos a una nueva empresa llamada Iraqi Airways Company la cual construiría una nueva aerolínea y la protegería de los problemas legales relacionados con el régimen de Saddam Hussein. Las operaciones se reanudaron el 3 de octubre de 2004 con un vuelo entre Bagdad y Amán.
Iraqi Airways operó el primer vuelo comercial nacional desde la caída del régimen de Saddam Hussein cubriendo la ruta entre Bagdad y Basora, con 100 pasajeros en un Boeing 727-427, el 4 de junio de 2005. El 6 de noviembre de 2005, Iraqi Airways realizó un vuelo entre Bagdad y Teherán, el primero en 25 años. La nave, así como el resto de la flota, es operado en nombre de Teebah Airlines de Jordania. En el verano de 2005 se agregaron servicios hacia Arbil y Sulaymaniyah.
En marzo de 2009, Iraqi Airways realizó sus primeros vuelos hacia Suecia después de casi 19 años. El vuelo Bagdad-Atenas-Estocolmo es realizado por Boeing 737-300 arrendado a Seagle Air.

### Librea
La librea de la aerolínea consiste en la parte baja de los aviones de color blanco, separada de la parte alta de color verde agua por una gran franja verde. El color verde agua transcurre a lo largo de toda la aeronave hasta el final de la cola. El logo de la cola consiste de un pájaro verde dentro de un círculo blanco, con el nombre Iraqi Airways inscrito debajo del círculo, de color blanco y en árabe. El mismo título también es inscrito sobre las ventanas de los pasajeros en la parte frontal del fuselaje, usando el mismo color pero escrito en inglés. Iraqi Airways actualmente posee contratos con Schabak y Nostalgair para producir sus modelos a escala.

## Flota

### Flota actual
La flota de Iraqi Airways consiste de las siguientes aeronaves, con una edad media de 8,4 años (a fecha de abril de 2024):

## Incidentes y accidentes
Iraqi Airways ha participado en los siguientes incidentes desde que inició operaciones en 1945.
- El 10 de octubre de 1955, un Vickers 644 Viking 1B se salió de la pista en Bagdad y chocó contra una acequia donde se prendió fuego. Los 19 pasajeros y miembros de la tripulación sobrevivieron, pero la aeronave se vio en total destrucción.
- El 19 de marzo de 1965, un Vickers 773 Viscount chocó contra unos postes de luces en El Cairo luego de un vuelo desde Bagdad. Todos los pasajeros y miembros de la tripulación sobrevivieron, pero la aeronave resultó destruida.
- El 17 de abril de 1973, un Vickers 735 Viscount realizó un aterrizaje forzoso en el Aeropuerto Internacional de Mosul luego de quedarse sin combustible. Los 33 pasajeros y miembros de la tripulación sobrevivieron, pero la aeronave resultó con daños irreparables.
- El 1 de marzo de 1975, un Boeing 737-200 que volaba desde Mosul hacia Bagdad fueron secuestrado por 3 personas. Hubo una muerte a bordo.
- El 23 de septiembre de 1980, una aeronave de carga Ilyushin 76 que volaba desde París hacia Bagdad se estrelló cuando se aproximaba hacia el Aeropuerto Internacional de Bagdad. Se cree que la nave fue destruida por jets de caza iraníes.
- El 24 de septiembre de 1980, un Antonov 24TV fue destruido por un incendio en el Aeropuerto de Kirkuk.
- El 22 de abril de 1982, en Antonov 24B chocó al aproximarse a una pista de aterrizaje iraquí. El ala izquierda impactó con el suelo causando que el avión se estrellara. Se cree que todos los tripulantes murieron.
- El 16 de septiembre de 1984, el vuelo 123 de Iraqi Airways, un Boeing 737-270C que volaba desde Lárnaca hasta Bagdad fue secuestrado por 3 personas. Los 3 secuestradores fueron asesinados mientras que el resto de los pasajeros y la tripulación sobrevivieron.
- El 25 de diciembre de 1986, el vuelo 163 de Iraqi Airways, un Boeing 737-270C que volaba desde Bagdad hacia Amán sufrió un intento de secuestro cuando volaba sobre Arabia Saudita. 4 secuestradores trataron de ingresar a la cabina del piloto. Ocurrieron 2 explosiones que resultaron en un choque cerca de Arar, en Arabia Saudita, matando a 63 de las 106 personas a bordo.
- Durante la Guerra del Golfo, 2 aviones Tupolev Tu-124V de Iraqi Airways fueron destruidos por bombas estadounidenses.